# Ahrenshöft
Ahrenshöft (frisó septentrional goesharder Oornshaud, danès Arnshøft) és un municipi del districte de Nordfriesland, dins l'Amt Mittleres Nordfriesland, a l'estat alemany de Slesvig-Holstein. Es troba a 6 kilòmetres d'Husum.
El lloc va ser esmentat per primera vegada l'any 1455 com a Vrenshoude.